# 湿り雪
湿り雪（しめりゆき）は、水分を多く含んだ雪のことである。

## 呼称
「湿雪」の別名をもつ。中谷宇吉郎は著書『雪』の中で「べた雪」という呼称を使用している。気象庁の予報用語としては「湿った雪」や「重い雪」などの言葉を用いている。しかし、気象庁によれば、「湿り雪」という呼称は北日本などでは一般的に浸透している。また、湿り雪を含んだ「水含み雪」を「しめり雪」や「ぬれ雪」などに分ける研究も存在する。

## 概要
雪片が大きく、着雪の被害を起こしやすい特徴がある。雪の重みで倒壊など様々な被害が発生する可能性がある。また、湿り雪は停電・吹雪・吹き溜まりを引き起こす危険性がある。2月から3月にかけて太平洋側を低気圧が通過する時に降る大雪であることが多い。